# Sabino (Pferd)

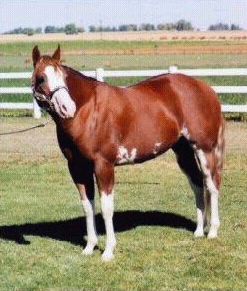
Sabino mit typischen Flecken am Bauch, weißen Beinen, Kinn und großer Blesse

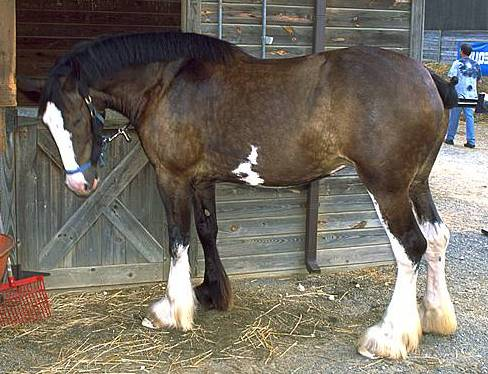
Clydesdale, Brauner mit minimaler Sabino-Scheckung

Als Sabino oder auch Sabino Overo bezeichnet man Pferde mit einem typischen Scheckungsmuster. Einige Sabinos sind taub.

## Genetik
Das Sabinogen heißt Sabino 1 (SB1) und befindet sich auf dem Kit-Lokus. Es handelt sich somit um eine Form des Leuzismus. Der Erbgang ist intermediär. Mischerbige Tiere haben die typische Sabinozeichnung, reinerbige Tiere sind fast weiß.

## Aussehen

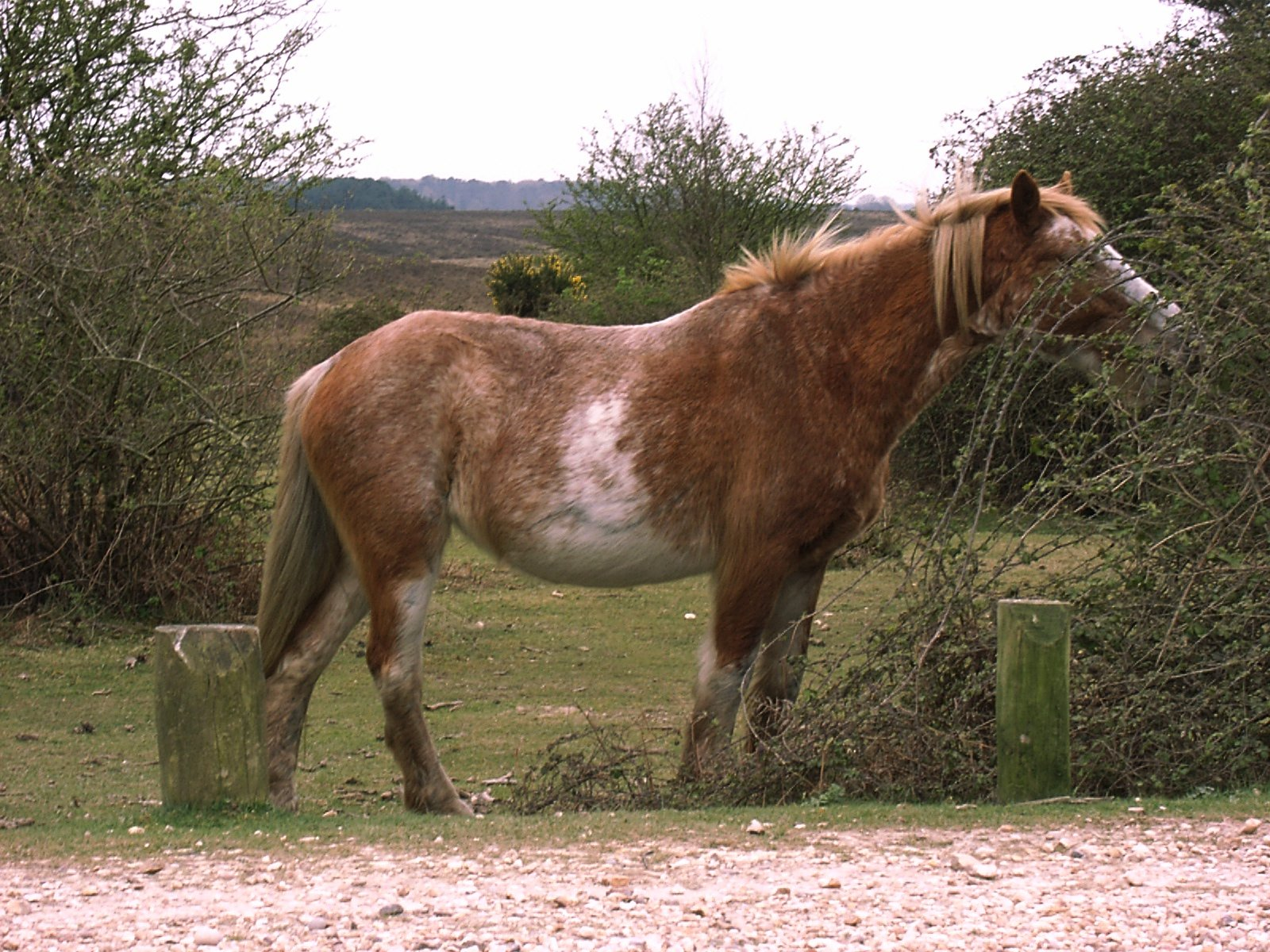
Sabinofarbenes New-Forest Pony

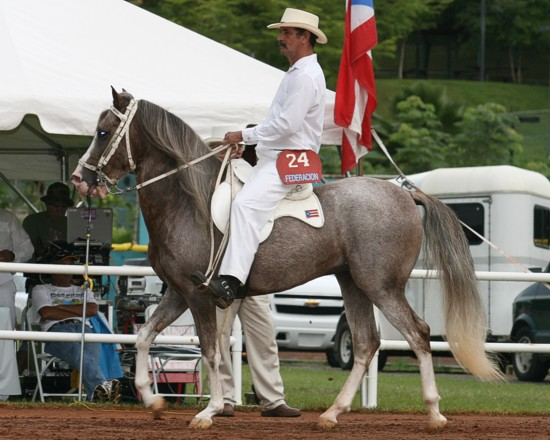
Paso Fino, der durch das Sabino-Gen am gesamten Körper stichelhaarig ist

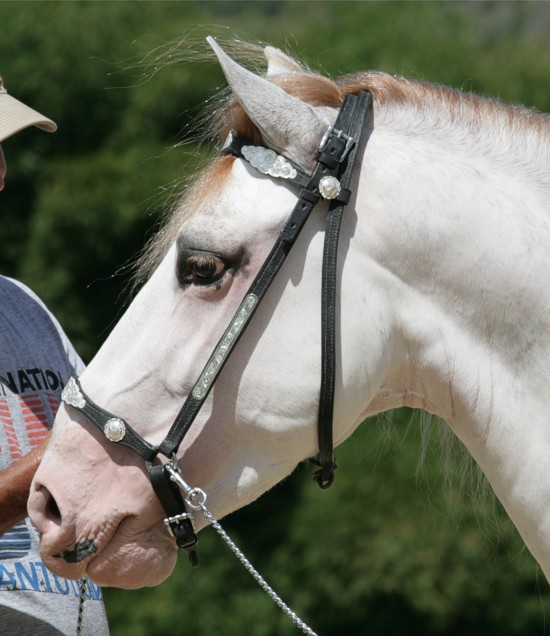
Ein Paso Fino, der aufgrund des homozygoten Sabino-Gens fast völlig weiß ist.

Sabinos haben meist eine sehr breite Blesse oder andere große Abzeichen am Kopf.
Folgende Sabinomerkmale treten nicht immer auf:
- Weiße Flecken an Kinn, Unter- oder Oberlippe, bis hin zu ganz weißen Lippen oder zu einem Mehlmaul. Wenn das Weiß sich hier weiter ausdehnt kann eine Laterne entstehen, die unten erweitert ist. Sie kann ähnlich wie beim Splashed White Overo aussehen.
- Weiße Abzeichen an den Beinen. Sie reichen meist mindestens bis zu den Knien und Sprunggelenken. Sie enden oft in einer Spitze oder lösen sich manchmal in kleine weiße Punkte auf.
- Viele kleine, runde weiße Flecken am Bauch, die meist zu größeren Flecken zusammenlaufen und dann einen ausgefranst wirkenden größeren Fleck bilden
- Weiße Flecken an der Kehle oder an den Ganaschen (Kinnladen)
- Weiße Stichelhaare, besonders an den Grenzen von weißen Flecken („schattierte“ Abzeichen) und im unteren Bauchbereich, oft auch am gesamten Körper. Ebenfalls besonders betroffen sind Schweifdach und Mähne.

Sabinos müssen also nicht unbedingt auffällig gezeichnet sein, oft fallen nur Stichelhaarigkeit oder wenige weiße Haare am Schweifansatz ins Auge. In der nächsten Generation kann, wenn das Gen weitergegeben wurde, wieder eine auffällige Zeichnung sichtbar sein.
In homozygoter Form sind die Pferde fast komplett weiß und nur auf der Rückenmitte und um die Ohren herum ist noch Farbe zu sehen.

## Verwechslungsmöglichkeiten
Verwechselt werden können Sabinos mit stichelhaarigen Pferden, nur dass der Kopf und die Beine nicht dunkler sind als der Körper, sondern genauso viele Stichelhaare haben und zusätzlich stark ausgeprägte weiße Abzeichen haben. Sabino-Füchse können mit Lichtfüchsen verwechselt werden.

## Rassen
Sabinos gibt es in vielen Rassen, unter anderem in Paint Horses, Tennessee Walking Horse und Englischen Vollblütern. Wenn in Rassen, in denen das nicht erwünscht ist, gescheckte Fohlen geboren werden, handelt es sich oft um Sabinos.
Bei Shires sieht man immer wieder eine typische Sabinoscheckung. Clydesdales sind gewöhnlich Sabinos, bei denen sich das Gen durch ausgeprägte Abzeichen in Gesicht und Beinen äußert. Bei der Clydesdale-Zucht sind große weiße Abzeichen im Gesicht und an den Beinen erwünscht, jedoch keine weißen Flecken am Körper und keine weißen Stichelhaare. Indem man Pferde mit vier weißen Beinen mit Pferden mit einem dunklen Bein paart, gelingt es meist, zu erreichen, dass die entstehenden Fohlen diesem Zuchtziel entsprechen.